# Дом Штакеншнейдеров
Особняк А. И. и М. Ф. Штакеншнейдеров — располагается на сквозном участке между набережной Мойки № 9 и Миллионной улицей № 10 в Санкт-Петербурге. Основной фасад выходит на Миллионную улицу, а его южная сторона — на набережную Мойки.
Дом был построен придворным архитектором и приближенным Николая I — Андреем Ивановичем Штакеншнейдером и стал одним из самых первых и ярких образцов набиравшего популярность архитектурного направления эклектики.
Дом Штакеншнейдеров в середине XIX века был одним из трёх самых известных салонов дореволюционного Санкт-Петербурга, в котором устраивали так называемые «Субботы» Штакеншнейдеров. В 2010-е годы участок оказался под угрозой сноса. Сегодня в отреставрированном особняке располагается готинично-ресторанный комплекс.

## Описание

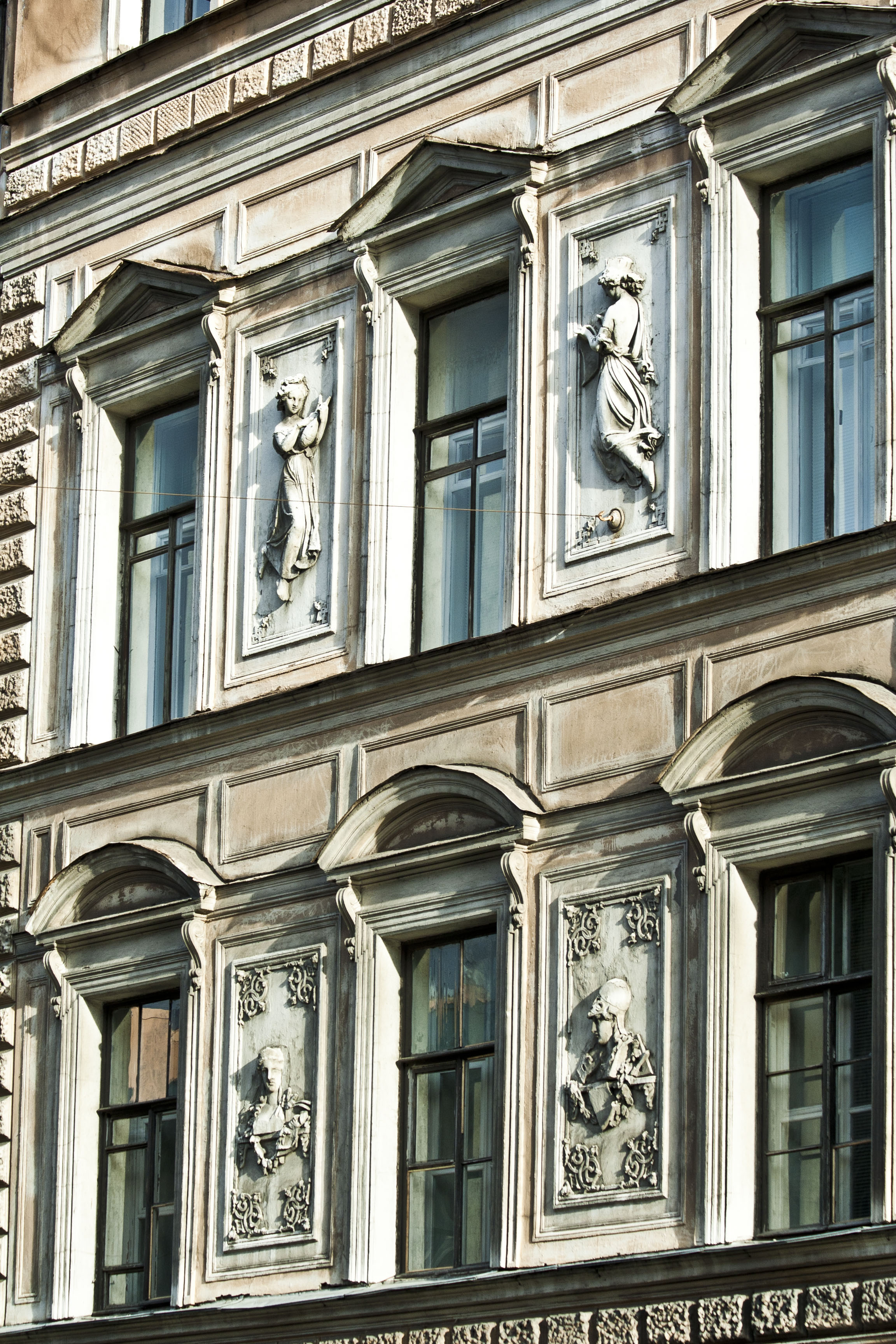
Детали фасада

Жилищно-производственный корпус в его изначальном виде был построен в середине XIX века. За каждым зданием была закреплена чёткая функция. На Миллионную выходил надстроенный четвёртым этажом лицевой фасад производственного корпуса. Со стороны двора к нему примыкал четырёхэтажный флигель. В обширном пространстве южного двора был разбит сад, выходящий на Мойку. Двор окружали боковые продольные 1х — 4х этажный флигели, а также два поперечных флигеля и две одноэтажные постройки.
Лицевой фасад со стороны Миллионной улицы был перестроен в стиле итальянского, флорентийского ренессанса начала XVI века. Поверхность фасада была расчленена рустованными лопатками и линией филенок, а окна были оформлены строгими наличниками. Простенки центрального ризалита были украшены парящими музами и аллегорическими атрибутами «трёх знатнейших художеств», которые указывали на профессию и академическое положение хозяина особняка.
После того, как участок в 1865 году приобрёл купец А. Н. Бетлинг, он стремился извлечь выгоду из участки и начал перестраивать и уплотнять его, нарушив созданный Штакеншнейдером архитектурный ансамбль. По проекту архитектора Николая Августовича Гаккеля в 1866 году здания были надстроены дополнительными этажами, чтобы устроить там рентабельные доходные дома.
На месте зимнего сада был возведён многоэтажный флигель. Дополнительные этажи появились на жилых строениях набережной Мойки и Миллионной улицы. В 1898 году по проекту архитектора Владимира Родионовича Курзанова был надстроен четвёртый этаж по Миллионной улице. Фасады и отделка трёх нижних этажей хорошо сохранились.

## История

### XVIII — середина XIX в.
Территория будущего особняка застраивалась ещё в XVIII веке. С 1730-х годов там существовал жилой трёхэтажный корпус, который в следующие десятилетия менял владельцев, расширялся и надстраивался дополнительными этажами. В 1740-е года в доме № 10 по Миллионной располагался дом фельдшера Семеновского полка Эмса. В 1770-х годах там стоял двухэтажный флигель на высоких подвалах. Участок со стороны Мойки оставался пустым. В начале XIX века территория принадлежала книготорговцу Антону Роспини, в начале 1820-х годов — Катерине Герат. В 1840-е годы территорию выкупили купцы Петровы. Всё это время находящийся на участке особняк перестраивался и к моменту владения Егором Петровым имел четыре этажа. В 1851 году участок принадлежал титулярным советникам Михаилу Егоровичу и Дмитрию Егоровичу Петровым, который заказал проект перестройки здания у архитектора Штакеншнейдера. После завершения строительства, хозяева предложили архитектору выкупить участок со всеми строениями на нём.

### Середина XIX — начало XX вв.
Штакеншнейдер построил на участке сложный жилищно-производственный корпус. Он стал одной из главных достопримечательностей набережной Мойки на рубеже XIX и XX веков и одним из первых особняков, совмещавших как жилые, так и производственный функции. Флигели, раннее располагавшиеся в северной части сквозного участка были капитально отремонтированы и стали доходными домами. Там же селили обслуживающий персонал — горничных, дворников, садовников, кучеров итд. Поперечный четырёхэтажный корпус у набережной Мойки № 9 был приспособлен под жилые покои. Внутренние помещения комплекса были богато украшены. Самыми роскошными помещениями были приёмная, кабинет Штакеншнейдера, кабинеты его главных специалистов, выставочный зал Образцов отделочных материалов и выставочных объектов. Сам Штакеншнейдер устроил в поперечном флигеле свою мастерскую, жилые и парадные комнаты. Там же архитектор жил со своей семьёй — женой и шестью детьми.

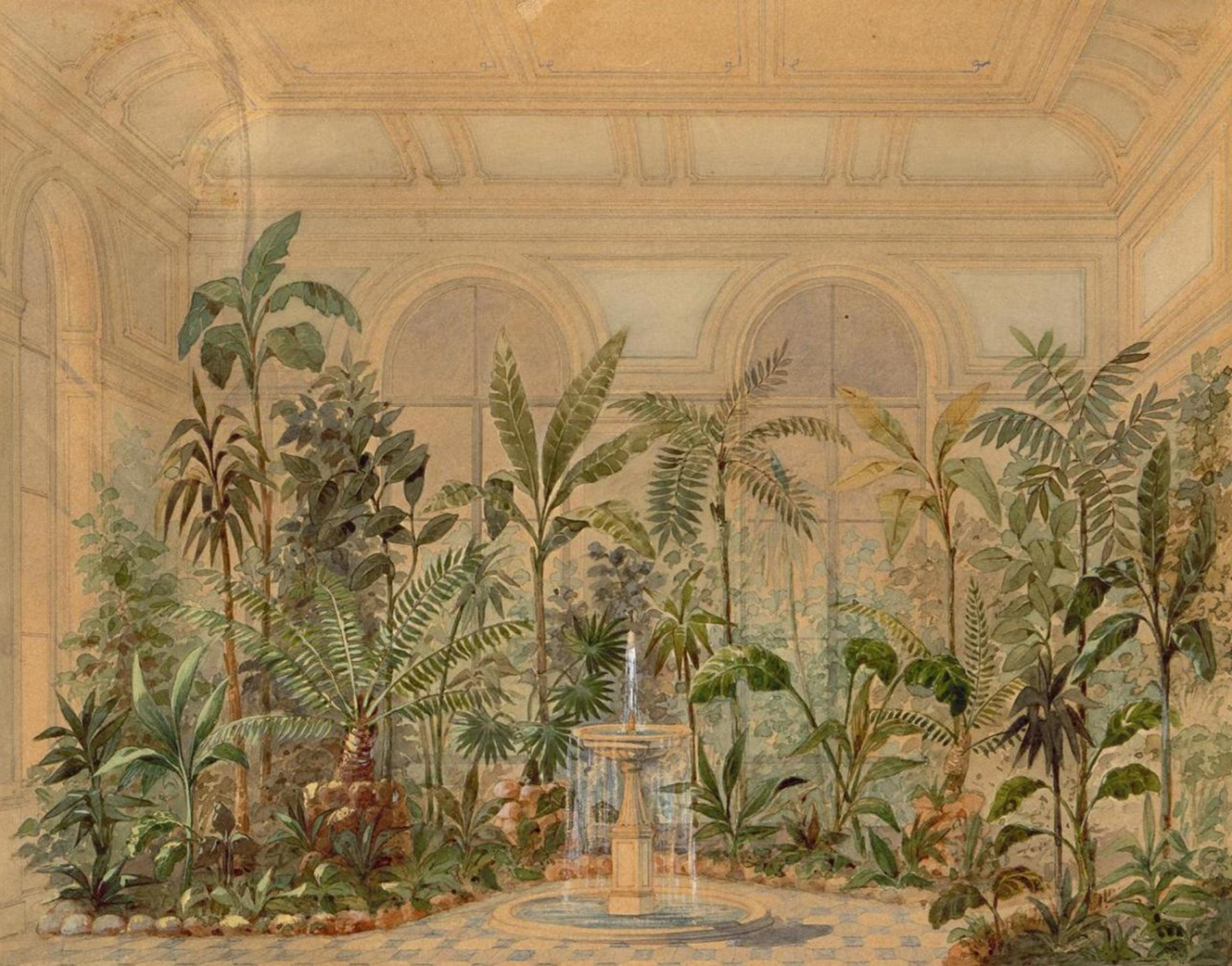
Зимний сад, существовавший до 1865 года

Небольшой двор перед Мойкой был объединён с крыльцом, которое вело в оранжерею или зимний сад, за ней располагалась так называемая диванная комната, объединённая изящной аркой со столовой, та в свою очередь примыкала к гостиной. Там в итоге был организован один из самых известных литературно-художественных салонов города, проводившийся между 1854 по 1862 годами. Помещения не сохранились до наших дней, их подробно в своём дневнике описала Елена Штакеншнейдер:

«Подъезд был с Мойки. Входили через зимний сад, и эффект был совсем очаровательный. Зимний сад был освещен, но местами листья бананов бросали гигантскую тень, и эта тень была какая-то таинственная, и таинственен казался шум падающих капель… Из сада входили в нашу любимую комнату, названную почему-то диванной; в ней всего два дивана, а то все стулья. Здесь прямо против широких дверей сада стоит театр, окаймленный легкой, грациозной аркой — предметом восхищения всех, и художников, и не художников»
— Из дневника Елены Андреевны Штакеншнейдер
В 1865 году особняк в связи с болезнью хозяина был продан купцу А. Н. Бетлингу, который перестроил участок, чтобы приспособить больше помещений под доходные дома. С 1866 года особняк был известен, как доходный дом А. Н. Бетлинга. В 1890-х годах особняк принадлежал жене отставного генерал-майора Екатерине Петровне Десталь. Она жила в корпусе со стороны Мойки. В одной из квартир на Миллионной жил Юлий Урусов. До революции участком владела Л. К. Бибикова жена надворного советника. На рубеже веков здесь также размещалось «Общество попечения о бедных военного духовенства».

### XX в. — настоящее время
В советский период на месте сдаваемых квартир появилось коммунальное жильё, до начала XXI века там сохранялись детали внутренней отделки с середины XIX века. Дом Штакеншнейдеров стал одним из главных мест съёмок советского фильма «Что бы ты выбрал?» 1981 года. В 1990-е годы в здании располагалась редакция телепередачи «Городок».
К началу XXI века дом Штакеншнейдеров вошёл в список объектов культурного наследия регионального значения. До 2007 года особняк находился в городской собственности. К этому моменту он пришёл в негодное состояние. В крыше имелись дыры и она могла в любой момент обвалиться. К 2010-м годам начали проводиться первые ремонтные работы и согласования с КГИОП.

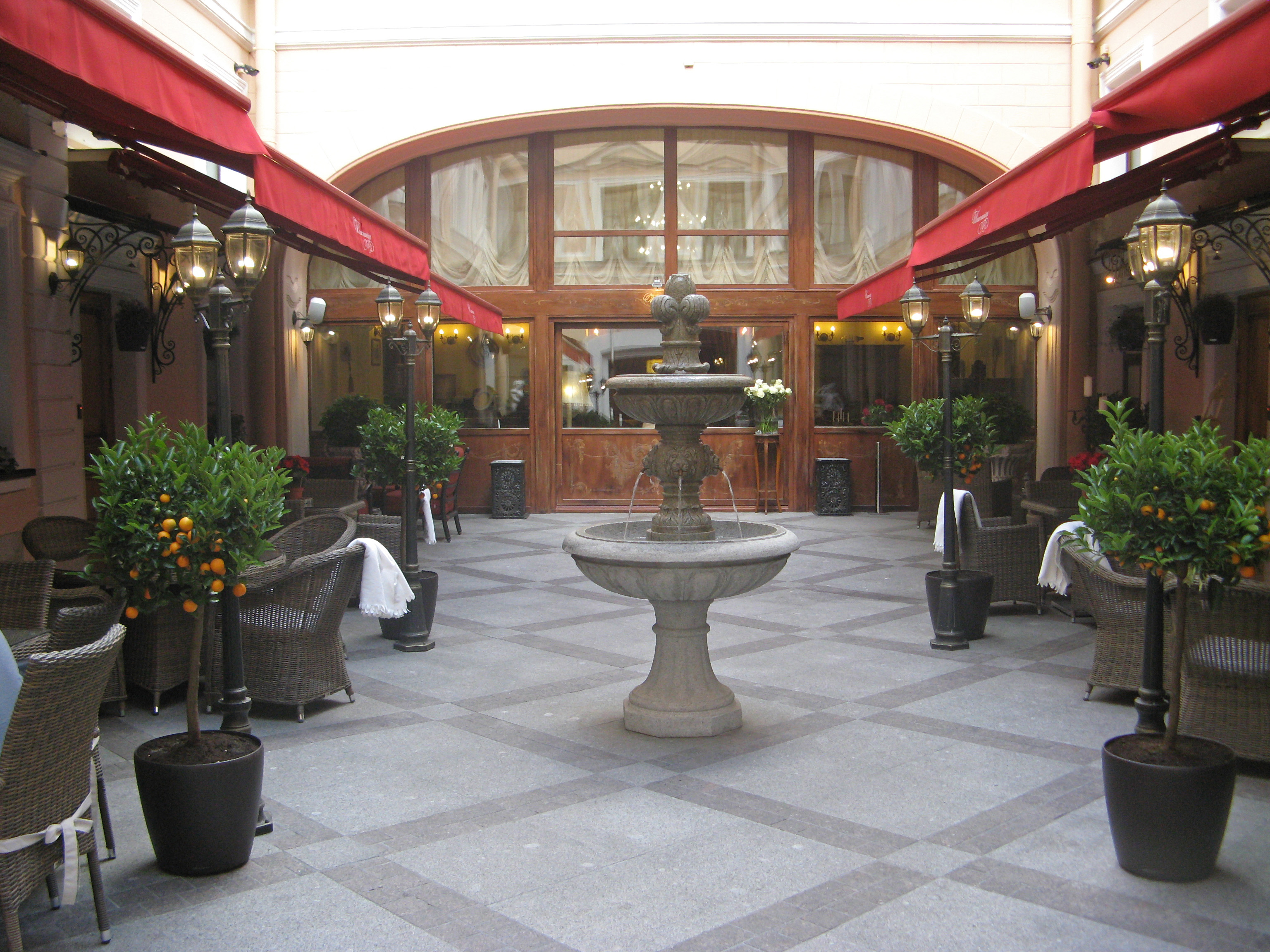
Внутренний двор после реставрации, 2016 год

В 2007 году арендатором и затем владельцем особняка стало ЗАО «Акварель», перепродавшее участок корпорация «PMI», которая хотела переоборудовать его под офисы. Также известно о том, что в 2007—2008 годах московской компанией «Архвижн» был разработан проект по реконструкции особняка под гостиницу. Этот проект предлагал почти полный снос этажей с сохранением фасадов и увеличение площади зданий почти в два раза за счёт строительства мансарды и перекрытия двора. Тем не менее проект был свёрнут до начала рабочего проектирования.
С 2010 года в здании организовали культурный кластер «Архитектор». Там разместили дизайнерские бюро, бары, шоу-румы и галерею. Посетители кластера замечали его хаотичную и необычную обстановку, например одна из посетительниц описывала кластер так: «Несколько этажей, запутанные коммуналки, забетонированные окна, куча иностранцев». В 2014 году по истечении арендного срока кластер прекратил своё существование.
В 2014 году владелец участка ЗАО «Молис» Олег Капитанов задумал перестроить особняк под гостиницу по проекту «Архвижн» 2007—2008 годов. В сентябре 2014 года начались демонтажные работы. Эти события вызвали протестную реакцию у градозащитного сообщества. Уже в октябре Смольный признал демонтаж незаконными, взыскал штраф в размере 3,7 млн рублей и потребовал восстановить разрушенные постройки. ЗАО «Молис» предпринимал попытки продолжить строительство, вёл работы ночью или даже не пускал сотрудников КГИОП на строительную площадку.

### Гостиница и ресторан
В 2015 году архитектурный комплекс, примыкающий к Миллионной, был отреставрирован и на его территории был открыт отель «Екатерина» на 40 номеров, в которых были восстановлены исторические интерьеры. При гостинице были открыты кафе «Чайная» на Миллионной и фешенебельный ресторан изысканной кухни «Штакеншнейдер», посуда для которого была изготовлена в Императорском фарфоровом заводе. Подают классические русские блюда, в основном это рассолы. Среди блюд например подают винегрет, оливье, котлеты из кролика, «Киевский торт», есть также европейские блюда. В ресторане также подают 150 сортов вин и чай по русским традициям. Блюда готовятся из фермерских продуктов. Утром подаётся шведский стол. Помещения оформлены с богемном, роскошном стиле начала XX века, обедать также можно во внутреннем дворе с фонтаном. «Штакеншнейдер» является одним из самых дорогих ресторанов в Петербурге.

## Хужожественно-литературный салон
В доме Штакеншнейдеров между 1854 по 1862 годами по инициативе жены архитектора — Марии Фёдоровны Штакеншнейдер был организован один из самых известных художественно-литературных салонов в Санкт-Петербурге. Каждую субботу в гостиной особняка собирались литераторы и деятели искусств, чтобы обмениваться новостями, устраивать дискуссии и споры. Любительские спектакли устраивались в помещении столовой.
Завсегдатаем мероприятий была дочь архитектора — Елена Андреевна Штакеншнейдер. Из-за своего физического недуга, «горбунье» Елене было трудно учувствовать в общественной жизни и она стала постоянной участницей мероприятий. Современники описывали доброту её нравов и сострадательность.
Салон посещали разночинная и оппозиционно настроенная интеллигенция, излюбленной темой оставалась политика. Здесь единомышленников могли найти революционно настроенные демократы, студенческая молодёжь, сторонники польского восстания. Постоянным посетителем салона был Достоевский. Здесь впервые он познакомился с адвокатом Анатолием Фёдоровичем Кони, с которым писатель консультировался при написании сцен судебного процесса в романе «Братья Карамазовы». Завсегдатаем салона была и жена и мемуаристка Анна Григорьевна Достоевская.
Салон также посещали живописец Иван Айвазовский, Михаил Микешин, автор памятника «Тысячелетие России» в Новгороде, архитектор Александр Брюллов, спроектировавший штаб Гвардейского корпуса, живописец Федор Бруни, писатели Иван Тургенев, Иван Гончаров, Алексей Писемский, Яков Полонский, Владимир Бенедиктов, Николай Помяловский и другие. Некоторые посетители салона сочувствовали участникам революционного движения.

«У нас иногда собиралось до 200 человек. Играли, пели, рисовали, читали, а главное — говорили … Здесь прямо против широких дверей сада стоит театр, окаймлённый лёгкой грандиозной аркой с кариатидами… Зрителей было сто двадцать человек, кроме домашних…»
— Из дневника Елены Андреевны Штакеншнейдер